# オールドファッションドーナツ

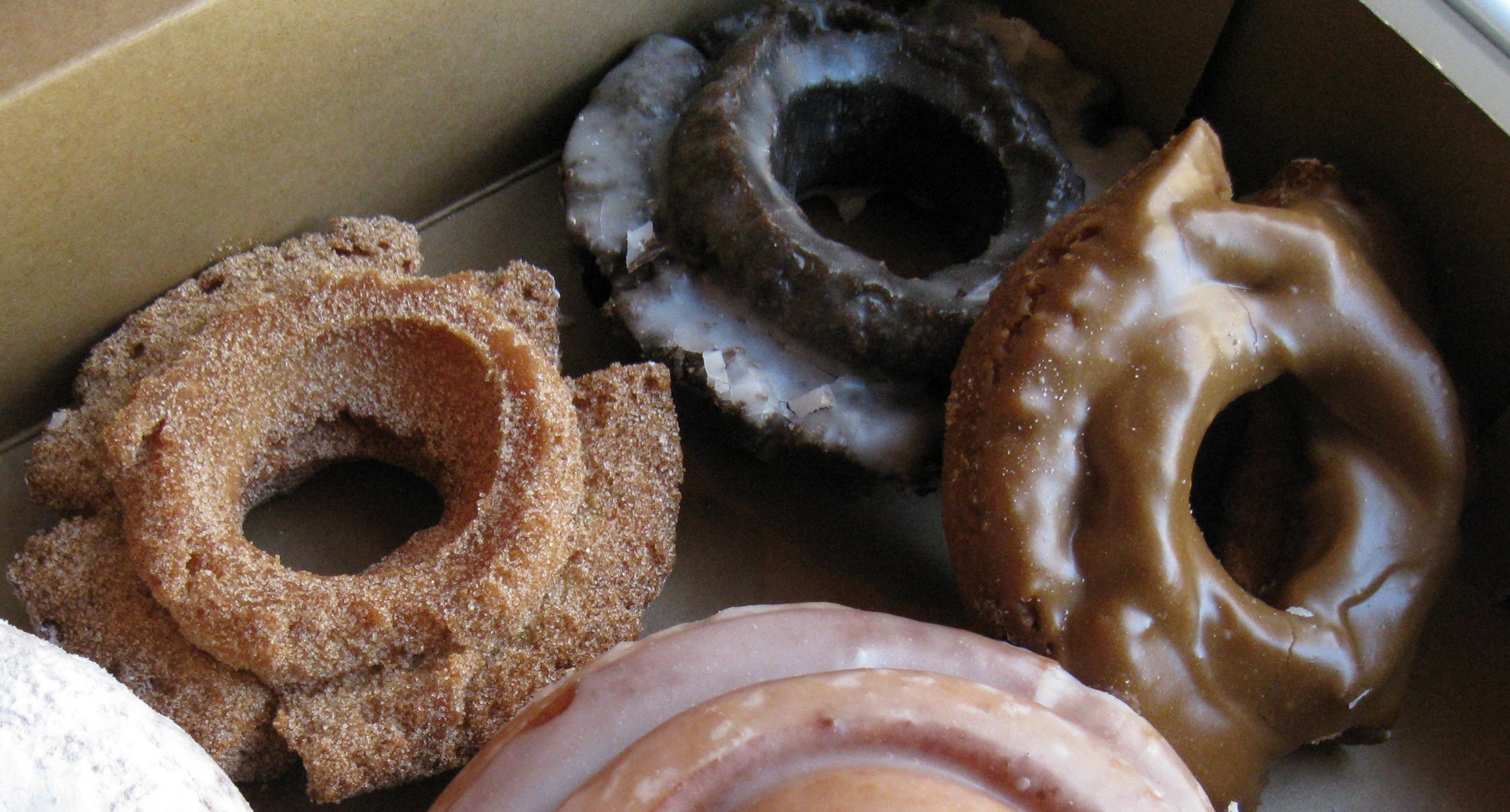
オールドファッションドーナツ（上）、左から右へ、シナモンシュガー、チョコレートのグレーズド・ドーナツ、メープルのグレーズド・ドーナツ

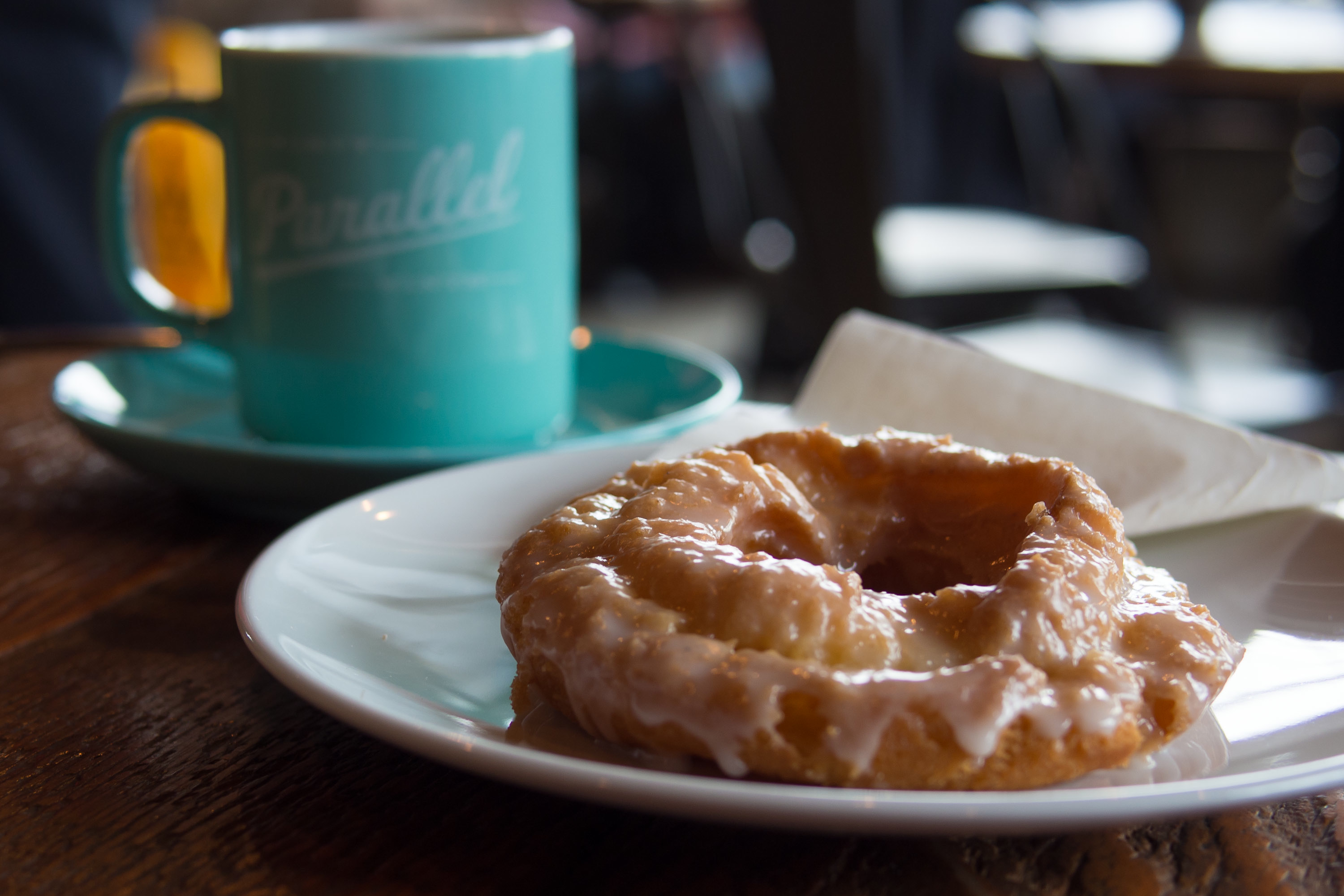
砂糖でコーティングされたオールドファッションドーナツとコーヒー

オールドファッションドーナツ（英語: old-fashioned doughnut）は、生地を棒状に細く伸ばしてリング状にしたドーナツケーキの種類である。
主要な材料は、小麦粉、砂糖、卵、サワークリーム、またはバタークリーム、ふくらし粉が含まれる。一般的に油で揚げられ、ほかの形のドーナツケーキと比べ、よりカリカリやサクサクしている。また、表面にひびや穴がある。油で揚げた後にシロップをつけたり、砂糖をかけたりするほか、プレーンのまま食べてもよい。ドーナツショップなどで売られているオールドファッションドーナツは、水を加えて作るドーナツミックスからできていることもある。派生品は独特な材料を使用されることもあり、小さな丸いドーナツであるドーナツホールズもオールドファッションの生地から作られることがある。

## 調理
主要なオールドファッションドーナツの材料は小麦粉、砂糖、卵、サワークリームまたはバタークリーム、そして生地を膨らませる作用のあるベーキングパウダーや重曹である。さらに材料には牛乳、バター、バニラエッセンス、塩も含まれる。バタークリームまたはサワークリームの使用はドーナツに豊かな風味を与える。一般的にほかのドーナツと比べ低い温度の油で揚げられるため、表面がざらざらし、サクサクした歯ごたえになる。油で調理している間に数回ひっくり返すことによって、食感の一助になる。トッピングとして砂糖やチョコレート、メープルシロップをコーティングしたり、グラニュー糖やシナモンシュガーをまぶしたり、何もつけずにプレーンのまま食べてもよい。ドーナツの形はほかのドーナツの形と比べて多くのシロップその他のトッピングを保持することができる。オールドファッションドーナツはバターミルクドーナツに似た食感があり、表面に割れ目や穴があり食感がサクサクしている。

## 市販品
販売用のオールドファッションドーナツミックスはアメリカで生産され、そのミックスに冷たい水を加えるだけで作られる。調理済みのミックスはドーナツショップで利用されることもある。ドーナツショップは、ドーナツメーカー装置の中に生地を詰め込んだ後ハンドクランクを操作し、ドーナツ型に成型した生地を揚げ物用の深なべに落とす。ドーナツ製造機は、ドーナツケーキやイーストドーナツ、クリームが入ったドーナツ、そしてゼリーが入ったドーナツといったほかのドーナツの種類のためにも利用される。

## 栄養成分情報
コーティングしたオールドファッションドーナツ1個は約420calで、21gの脂肪、10gの飽和脂肪酸、260mgのナトリウム、57gの炭水化物、34gの糖分、4gのタンパク質、1gよりも少ない食物繊維が含まれる。

## 派生品
スターバックスはチョコレートを注入した生地を使用したオールドファッションドーナツを提供している。アメリカの会社のトレーダー・ジョーズは「オールドファッションドーナツオーズ」という名前の小さいサイズのオールドファッションドーナツを提供している。サンフランシスコにあるレストランノパはドーナツホールズと和梨、クレーム・アングレーズ、西洋梨のバター、カーダマロのリキュールを一緒にデザートとして提供している。このドーナツはサワークリームが基本の生地を用いている。ニューヨークにあるドゥーライトドーナツは様々なセレブと共同制作で限定版のオーダーメイドドーナツを作った。その中には砂糖漬けのフレズノ（唐辛子）を添えたメープルシロップのオールドファッションドーナツもあった。シアトルのトップポットドーナツはバニラとチョコレートの両方を主材料としたオールドファッションドーナツを作っている。バニラとチョコレート味にはシロップ、ラズベリーシロップ、チョコレートのアイシング、メープルフレーバーのアイシングまたは砂糖で甘くした南瓜（季節限定）などをつけることができる。イリノイ州のシカゴにあるグレイズドアンドインフューズドではシロップがつけられた伝統的なドーナツだけでなく、レモンポピーシードオールドファッションドーナツと呼ばれている独特な新工夫も提供している。ドーナツはレモンの味のシロップで覆われ、ポピーの種や檸檬の皮がつけられる。

## ギャラリー

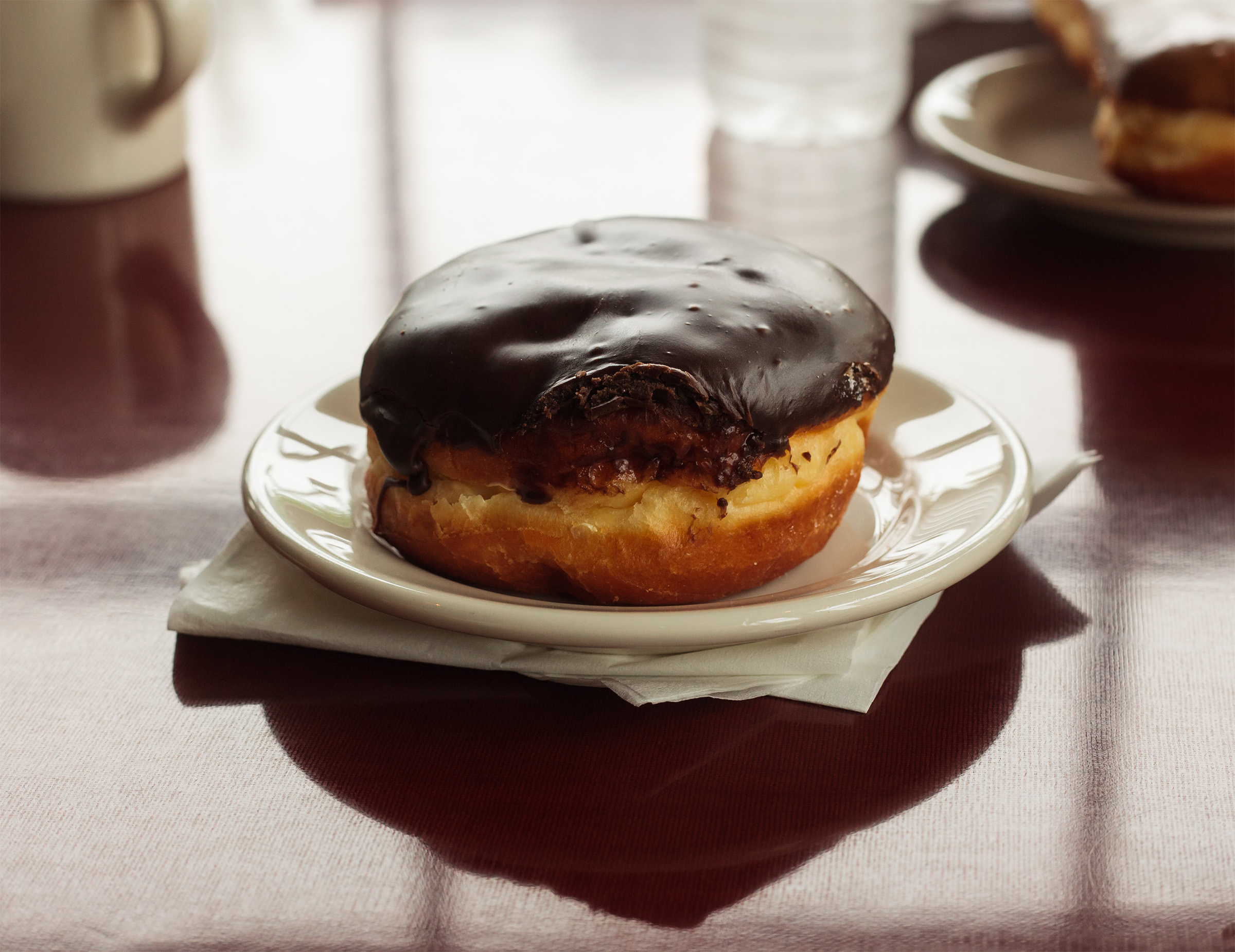
ワシントン州のシアトルのトップポットドーナツからチョコレートの糖衣のかかったオールドファッションドーナツ
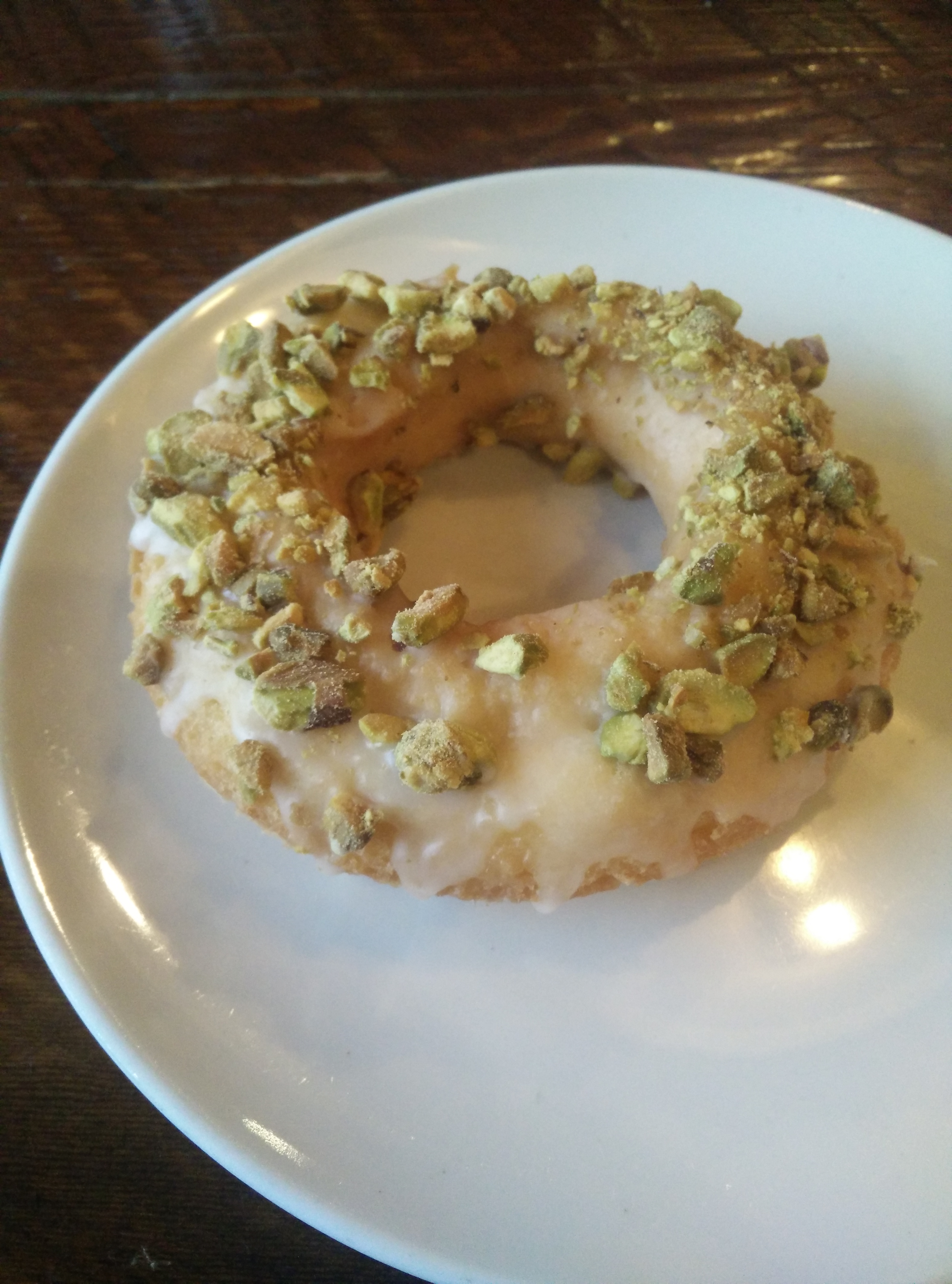
オレンジとピスタチオ味のオールドファッションドーナツ